# 肖恩·魯尼
肖恩·魯尼（英語：Sean Rooney；1982年11月13日—）是一位美國排球運動員。他是美國國家男子排球隊的一員。他代表美國在2008年奧運會和2014年世界聯賽上獲得金牌。他也從事過籃球和高爾夫球運動。